# Arthur Holmes
Arthur Holmes, född 14 januari 1890 i Gateshead, död 20 september 1965 i London, var en brittisk geolog. 
Holmes var den förste, som föreslog konvektionsströmmar som förklaring på den av Alfred Wegener utvecklade kontinentaldriftsteorin samt radioaktiva grundämnen som redskap i geokronologin. Han tilldelades Murchisonmedaljen 1940 samt både Wollastonmedaljen och Penrosemedaljen 1956. Han invaldes 1947 som utländsk ledamot av svenska Vetenskapsakademien och 1952 som hedersledamot av Geologiska Föreningen i Stockholm.